# 高武公美
高武 公美（こうたけ まさよし、1884年（明治17年）12月5日 - 1943年（昭和18年）5月3日）は、朝鮮総督府官僚。福岡市助役。玄洋社社員。

## 経歴
福岡県宗像郡在自村（現在の福津市）出身。1904年（明治37年）、福岡県立中学修猷館、1906年（明治39年）、第五高等学校独法科を経て、1910年（明治43年）、東京帝国大学法科大学法律学科（独法）を卒業し、貴族院嘱託となった。1911年（明治44年）11月、文官高等試験行政科試験に合格。奈良県属、朝鮮総督府試補、同事務官、全羅南道財務部長、平安南道財務部長、専売局事業課長、同庶務課長、平壌専売局長、大邱専売局長、中枢院書記官、忠清南道内務部長、江原道内務部長を歴任した。1932年（昭和7年）に退官。
その後、1933年（昭和8年）から1939年（昭和14年）まで福岡市助役を務めた。